# Saetta (1888)
Крейсер «Саетта» (італ. Saetta) — торпедний крейсер типу «Фольгоре» Королівських ВМС Італії 2-ї половини XIX століття; 

## Історія створення
Крейсер «Саетта» був закладений на верфі «Regio Cantiere di Castellammare di Stabia» у місті Кастелламмаре-ді-Стабія. Спущений на воду 30 травня 1887 року, вступив у стрій 16 лютого 1888 року

## Історія служби
Після вступу у стрій у 1888 році крейсер брав участь в маневрах флоту, на яких відпрацьовувався захист Ла-Спеції. 
У 1889 році корабель брав участь у морському параді на честь візиту до Італії німецького імператора Вільгельма II.
У 1892 році на вугільні парові котли на кораблі були замінені на нафтові. У 1893 році корабель був виведений в резерв для зменшення експлуатаційних витрат. Наступного року крейсер на два місяці був уведений в дію для участі у маневрах флоту.
З 1897 по 1900 роки корабель використовувався як навчальний торпедний крейсер. Наступного року він був переобладнаний на навчальний артилерійський корабель. На ньому були встановлені гармати різних систем та калібрів (три 76,2-мм гармати, чотири 57-мм гармати, дві 47-мм гармати, одна 37-мм гармата та одна 37-мм гармата Готчкісса), щоб курсанти мали змогу тренуватись у використанні різних видів артилерійського озброєння. 
Як навчальний, «Саетта» використовувався до 1905 року. 14 травня 1908 року він був виключений зі списків флоту і незабаром відправлений на злам. 